# Daniel Duncan
Daniel Duncan (* 22. Juli 1806 in Shippensburg, Cumberland County, Pennsylvania; † 18. Mai 1849 in Washington, D.C.) war ein US-amerikanischer Politiker. Zwischen 1847 und 1849 vertrat er den Bundesstaat Ohio im US-Repräsentantenhaus.

## Leben
Daniel Duncan besuchte vorbereitende Schulen. Im Jahr 1825 absolvierte er das Jefferson College in Canonsburg. Drei Jahre später zog er nach Newark in Ohio, wo er im Handel arbeitete. In den 1830er Jahren schloss er sich der Whig Party an. 1843 saß er als Abgeordneter im Repräsentantenhaus von Ohio; im Jahr darauf kandidierte er erfolglos für den dortigen Staatssenat.
Bei den Kongresswahlen des Jahres 1846 wurde Duncan im zehnten Wahlbezirk von Ohio in das US-Repräsentantenhaus in Washington gewählt, wo er am 4. März 1847 die Nachfolge von Columbus Delano antrat. Da er im Jahr 1848 nicht bestätigt wurde, konnte er bis zum 3. März 1849 nur eine Legislaturperiode im Kongress absolvieren. Diese war anfangs noch von den Ereignissen des Mexikanisch-Amerikanischen Krieges geprägt.
Daniel Duncan starb nur wenige Wochen nach seinem Ausscheiden aus dem Kongress am 18. Mai 1849 in Washington. Er wurde in Newark beigesetzt.